# 森次保雄
森次 保雄（もりつぐ やすお）は、日本の微生物学者・医師。不活化A型肝炎ワクチンを開発し、国立予防衛生研究所（現国立感染症研究所）副所長を務めた。
国立予防衛生研究所において肝炎などの研究を行い、セアカゴケグモ等対策専門家会議座長（1995年 - 1996年）、中央薬事審議会バイオテクノロジー特別部会副座長（1997年）などを歴任。退官後、日本検疫衛生協会東京診療所長を経て、往診専門で海外渡航前の予防接種を行う森次医院を東京都八王子市に開業している。

## 略歴
- 1960年 - 岐阜県立医科大学（現岐阜大学医学部）卒業。
- 1961年 - 国立予防衛生研究所（現国立感染症研究所）に入所。
- 1970年 - 医学博士。
- 1972年～1975年、1977年～1978年 - アメリカ国立衛生研究所（NIH）に出向。
- 1979年 - 岐阜大学医学部助教授（微生物学）。
- 1981年 - 国立感染症研究所に復帰。肝炎ウイルス室長、麻疹ウイルス部長、ウイルス製剤部長、エイズ研究センター長、副所長を歴任。
- 1998年 - 定年退官。
- 1998年 - 日本検疫衛生協会東京診療所長。
- 2003年 - 退職。
- 2004年 - 森次医院開業。